# Joseph Bau
Pour les articles homonymes, voir Bau.
Joseph Bau (en hébreu : יוסף באו), né le 13 juin 1920 à Cracovie (Pologne) et mort le 24 mai 2002 à Tel Aviv-Jaffa (Israël), est un artiste polono-israélien, philosophe, inventeur, animateur, comédien, rédacteur et poète.

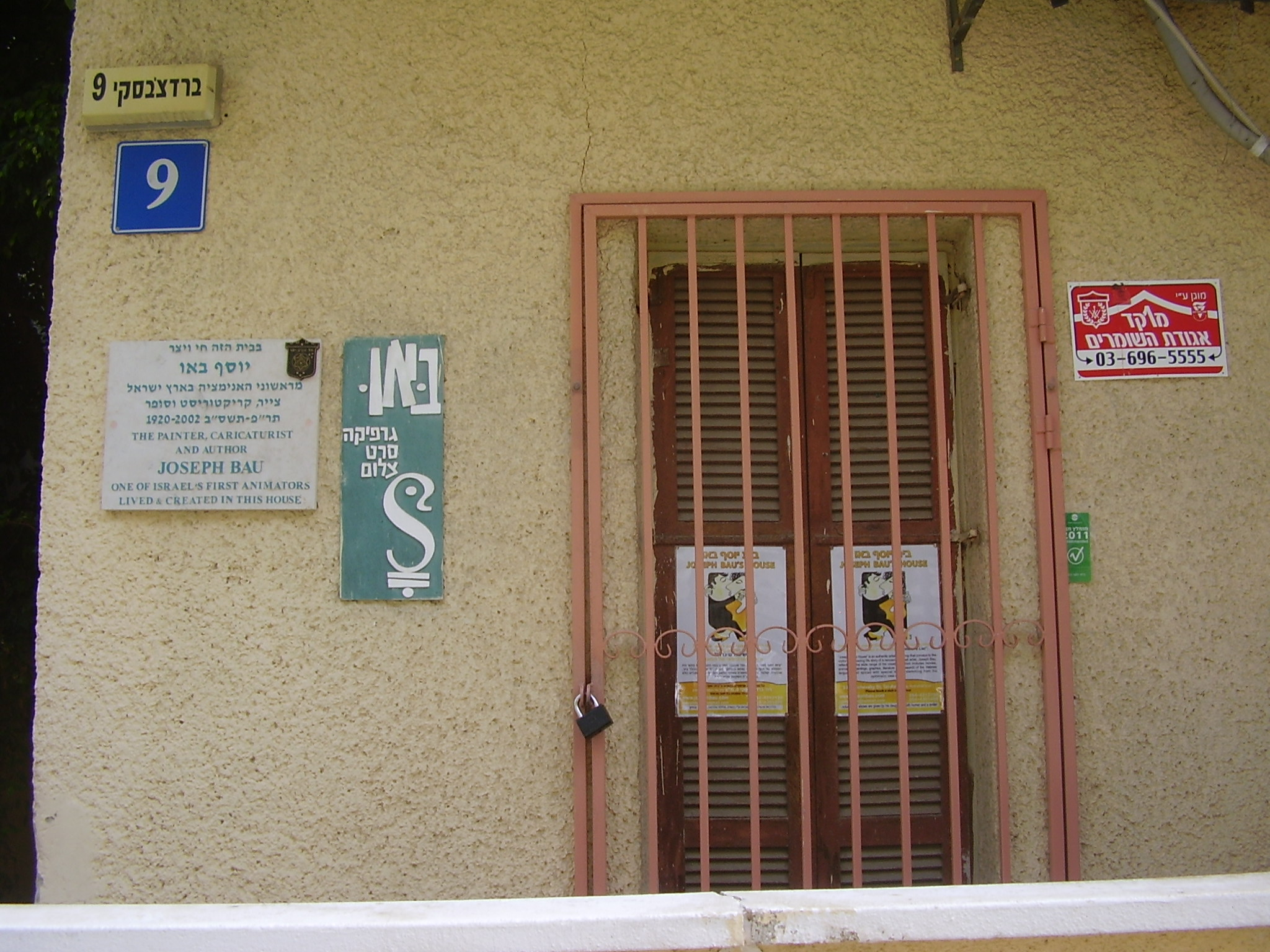
Musée Joseph Bau à Tel Aviv.

Il est un survivant du camp de concentration de Płaszów.

## Biographie
Bau suit une formation de graphiste à l'Académie des Beaux-Arts Jan Matejko à Cracovie, en Pologne. Son éducation est interrompue par la Seconde Guerre mondiale et il est transféré depuis le ghetto de Cracovie au camp de concentration de Płaszów à la fin de l'année 1942. Ayant un talent dans le lettrage gothique, il est employé dans le camp pour réaliser des panneaux et des cartes pour les Allemands. À Płaszów, Bau crée un livre miniature — de la taille de sa main — illustré de sa propre poésie. Il falsifie également des documents et des papiers d'identité pour les personnes qui tentaient de s'évader du camp.
Pendant son emprisonnement, Bau tombe amoureux d'une détenue, Rebecca Tennenbaum. Ils se marient secrètement, malgré l'interdiction des Allemands, dans la caserne des femmes de Płaszów. Cela est dramatisé dans le film La Liste de Schindler de Steven Spielberg, lauréat d'un Oscar, où il est joué par Rami Heuberger. Bau lui-même apparaît dans l'épilogue du film en plaçant une pierre sur la tombe d'Oskar Schindler à Jérusalem, aux côtés de sa femme Rebecca, .
Après Płaszów, Bau est transféré au camp de concentration de Gross-Rosen, puis au camp de Brünnlitz — celui de Schindler — où il reste jusqu'à la fin de la guerre, tandis que Rebecca est envoyée à Auschwitz. Après la libération, Bau retrouve sa femme et termine ses études à l'Université des arts plastiques de Cracovie. En 1950, il immigre en Israël avec sa femme et sa fille de trois ans, Hadassah, où leur autre fille, Clila, naît. Il travaille comme graphiste à l'Institut Brandwein à Haïfa et pour le gouvernement d'Israël. Bau ouvre son propre studio en 1956 à Tel Aviv, qui est maintenant un musée géré par ses filles Hadassa et Clila. Il est bien connu pour la création de polices graphiques et le dessin de titres pour les films israéliens des années 1960 et 1970. Il écrit également un certain nombre de livres hébreux et continue à écrire de la poésie.
L'épouse de Bau, Rebecca, est morte en 1997. Joseph Bau meurt d'une pneumonie à Tel Aviv le 24 mai 2002, à l'âge de 81 ans,.